# Campanula velata
Campanula velata är en klockväxtart som beskrevs av Auguste Nicolas Pomel. Campanula velata ingår i släktet blåklockor, och familjen klockväxter. Inga underarter finns listade i Catalogue of Life.